# فمینیسم و رسانه
جنبش‌های سیاسی-اجتماعی و ایدئولوژی‌های فمینیسم در رسانه‌های مختلف نمود پیدا کرده است. این رسانه‌ها شامل روزنامه، ادبیات، رادیو، تلویزیون، رسانه‌های اجتماعی، فیلم و بازی‌های ویدئویی است. رسانه‌ها برای موفقیت بسیاری از جنبش‌های فمینیستی ضروری بوده‌اند.

## تاریخچه

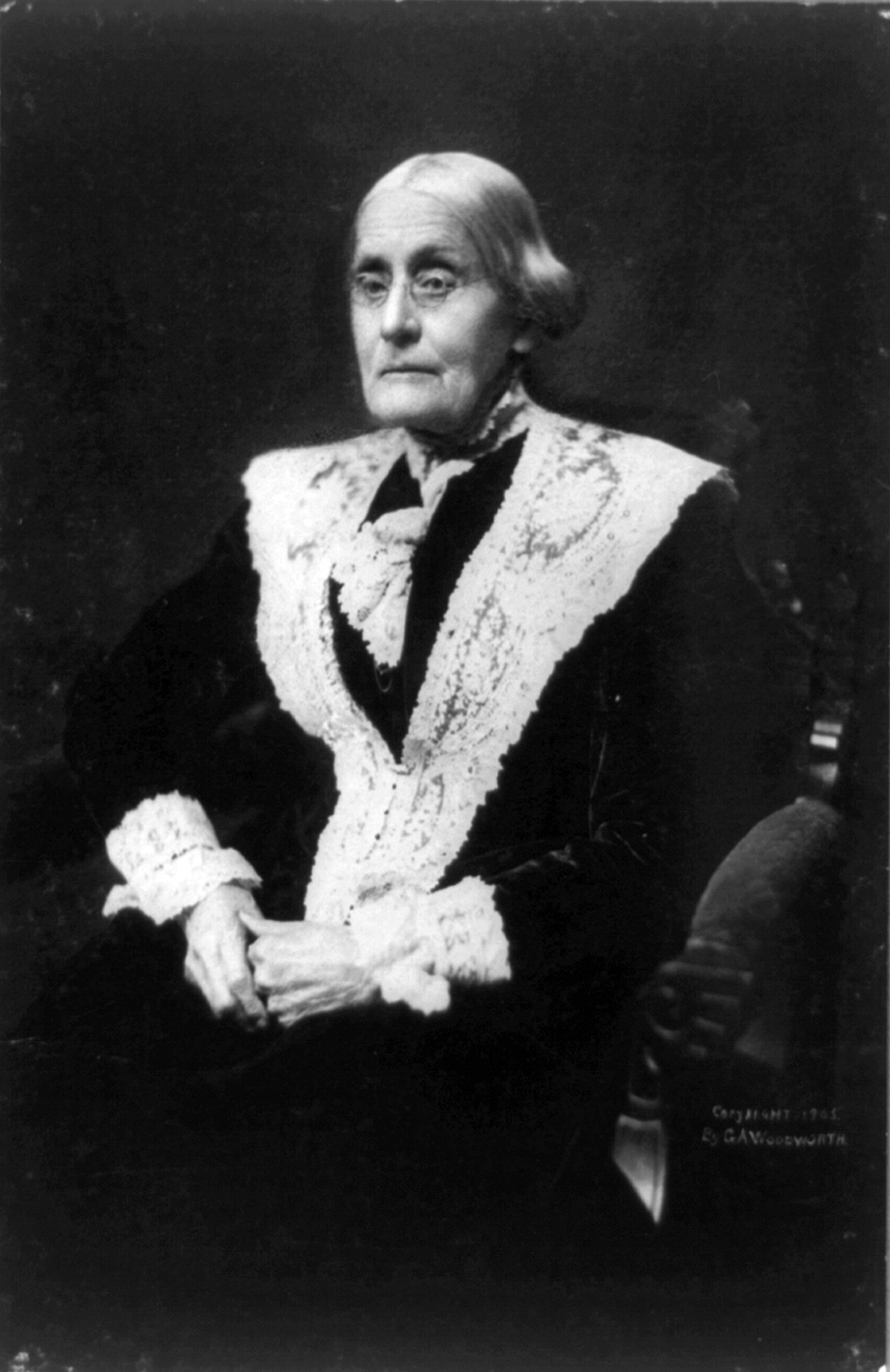
سوزان آنتونی، یکی از نویسندگان روزنامه روولوشن.

تاریخچه فمینیسم به قرن نوزدهم برمی‌گردد و تا امروز ادامه دارد. فمینیسم را می‌توان به سه بخش متمایز تقسیم کرد: موج اول، موج دوم و موج سوم.
اصطلاحات «حق رأی» و «فمینیست» به جنبش‌های مختلف، به‌ویژه در اوایل دهه ۱۹۰۰ اشاره دارد. رأی‌دهندگان به‌دنبال ایجاد امکان رأی دادن برای زنان در انتخابات بودند، اما این ایده را نیز تقویت کردند که زنان باید خانه‌دار بمانند (مراقبت از خانه، خانواده و جامعه). از سوی دیگر، فمینیست‌ها نه تنها از حق رأی حمایت می‌کردند، بلکه از زنان نیز برای برخورداری از «سطح مشارکت، استقلال اقتصادی، و آزادی‌های اجتماعی و جنسی مردان» حمایت می‌کردند (فین، ۲۰۱۲).

### موج اول فمینیسم
موج اول فمینیسم به جنبش فمینیستی قرن نوزدهم و اوایل قرن بیستم اشاره دارد. در این زمان، زنان کنترل کمی بر زندگی خود داشتند. عموماً زنان خانه‌دار بی‌سواد و فاقد درآمد مالی و حقوق اقتصادی بودند. زندگی آن‌ها بسیار محدود بود و باعث ایجاد نارضایتی آن‌ها در محدود شدن به نقش‌هایی مانند مادری یا همسری می‌شد.
فمینیست‌های آن زمان (عمدتاً زنان سفیدپوست طبقه متوسط) بر ناتوانی‌های قانونی زنان، به‌ویژه حق رأی زنان تمرکز داشتند. اولین موج در کنوانسیون سنکا فالز در سال ۱۸۴۸ آغاز شد، که در آن الیزابت کدی استانتون پیش‌نویس اعلامیه سنکا فالز را تهیه کرد. بیانیه راهبردها و فلسفه‌های سیاسی فمینیسم را تشریح کرد. رأی‌داران با هم کار کردند تا زنان بیشتری را به آرمان خود جذب کنند، آن‌ها مخالف روش‌های سنتی مانند تبلیغات و لابی‌گری بودند که قبلاً در جریان دوره بازسازی ایالات متحده آمریکا و مخالفت با بردگی آموخته شده بود.
موج اول توسط بیداری بزرگ دوم، که به زنان اجازه می‌داد نقش‌های رهبری بیشتری در جامعه داشته باشند، و جنبش‌های لغو و اعتدال ایجاد شد. زنان عموماً از این جنبش‌ها کنار گذاشته شدند و همین امر باعث شد که حق رأی‌طلبان خواستار حق رأی زنان شوند. با این حال، همه خود را فمینیست نمی‌دانستند. آن‌ها مشتاق حق رأی بودند، اما طرف‌دار برابری جنسیتی نبودند. حق رأی‌طلبان و فمینیست‌ها اولین موفقیت خود را با تصویب قانون دارایی زنان متأهل در سال ۱۸۶۰ در نیویورک به‌دست آوردند که مالکیت دارایی را برای زنان قانونی کرد. آن‌ها همچنین زمانی که کنگره متمم نوزدهم قانون اساسی را در سال ۱۹۲۰ تصویب کرد، به موفقیت دست یافتند که به زنان حق رأی می‌داد.

#### استفاده موج اول فمینیسم از رسانه
پیام فمینیست‌ها در دوران موج اول فمینیسم عمدتاً از طریق روزنامه و سایر رسانه‌های چاپی مانند جزوه‌ها و بولتن‌ها منتشر شد.

### موج دوم فمینیسم
فمینیست‌ها با تشکیل سازمان‌های فقط زنان، مانند سازمان ملی زنان (NOW) و انتشار مقالاتی که از برابری زنان حمایت می‌کردند، مانند «پیچ مانیفست» تلاش کردند توجه‌ها را جلب کنند. فمینیست‌های رادیکال این ایده را ترویج کردند که «جنسیت یک مقوله مطلق است نه نسبی». تصویر اولیه این دیدگاه شامل بیانیه اس.سی.یو. ام والری سولاناس است که در سال ۱۹۶۷ نوشته شده است. تمرکز اصلی قانون‌گذاری این موج بر تصویب اصلاحیه متمم حقوق برابر بود که برابری اجتماعی را بدون توجه به جنسیت تضمین می‌کرد. متمم حقوق برابر برای تصویب به کنگره رفت، اما تصویب نشد. گفته می‌شود که موج دوم در اوایل دهه ۱۹۸۰ با بحث در مورد جنسیت و پورنوگرافی پایان یافت، موضوعاتی که در طول موج سوم مورد بحث قرار گرفت. با فناوری پیشرفته‌تر در موج دوم، فمینیست‌ها از روزنامه‌ها، تلویزیون، رادیو و مقالات برای انتشار پیام خود استفاده کردند.
قبل از سال ۱۹۶۰، هم زنان و هم مردان واقعیت نقش‌های سنتی جنسیتی و خانوادگی را پذیرفته بودند. اما هنگامی که موج دوم فمینیسم آغاز شد، زنان این نقش‌ها را هم در خانه و هم در محل کار به چالش کشیدند. (بک، ۱۹۹۸). راز زنانه (۱۹۶۳) کتاب بتی فریدان، به‌دلیل بحث در مورد نارضایتی زنان (سفیدپوست طبقه متوسط) «با نقش‌های جنسیتی محدود و احساس انزوا در حومه شهر، جنبش موج دوم را تحریک کرد» (مندس، ۲۰۱۱).

#### استفاده موج دوم فمینیسم از رسانه‌ها
در این دوره (حدود دهه‌های ۱۹۶۰ و ۱۹۷۰) بود که تصویر زنان در تلویزیون با نمایش انرژی جنسی و سیاست او، در حال تغییر بود (داگلاس، ۱۹۹۴). قبل از این زمان، جنسیت زنان یک موضوع «تابو» در نظر گرفته می‌شد، و تلویزیون باعث ایجاد یک تغییر انقلابی در تصویر زنان شد. نمونه‌هایی از این نقش‌های مختلف زن عبارتند از: مورتیشیا آدامز (خانواده آدامز)، سامانتا استیونز (جادو شده)، و مری ریچاردز (نمایش مری تایلر مور). همه زنان فوق‌الذکر یا به نوعی جادوگر بودند، یا یک شخصیت زن قوی بودند که با نقش‌های کلیشه‌ای خانه‌دار در دهه ۱۹۵۰ تفاوت داشتند. علاوه بر این، بسیاری از نقش‌ها در این دوران، زن را مستقل نشان می‌دادند، بنابراین نیازی به مرد نداشتند.

### موج سوم فمینیسم
فمینیسم موج سوم از اوایل دهه ۱۹۹۰ شروع شد و تا کنون ادامه دارد. این جنبش در پاسخ به شکست‌های فرضی و انتقاد از جنبش موج دوم رشد کرد. اهداف جنبش از موج دوم گسترش یافت تا بر ایده‌هایی مانند نظریه لزبین، لغو نقش‌ها و کلیشه‌های جنسیتی، و دفاع از کار جنسی، پورنوگرافی و مثبت‌اندیشی جنسی تمرکز کند. این جنبش بر زنان همجنس‌گرا و آمریکایی آفریقایی‌تبار متمایز از فمینیست‌های سنتی تمرکز دارد و بسیاری از مفاهیم سنتی را کمرنگ کرده است، مانند مفاهیم جنسیت، دگرجنس‌گراهنجاری، و «زن بودن جهانی». این گفتگو در شبکه‌های اجتماعی در مورد زنانگی، درک «قتصاد سلبریتی» را تقویت کرده است. (کلر)

#### استفاده موج سوم فمینیسم از رسانه
فمینیسم موج سوم برای گسترش اهداف خود بیشتر به رسانه‌های اجتماعی وابسته است. رسانه‌های اجتماعی مانند توییتر و فیس‌بوک به‌طور مداوم پیام‌های فمینیستی پوشش می‌دهند و کمپین‌هایی با هشتگ به‌طور پیوسته برای انتقال ایده‌های فمینیستی پخش می‌شوند. بسیاری از برنامه‌های تلویزیونی همچنین زنان مسلط و قوی را به نمایش می‌گذارند و این ایده را تشویق می‌کنند که زنان با مردان برابر هستند (نشویل، نارنجی مد جدید است، و بافی قاتل خون‌آشام‌ها.
پرس (۲۰۱۱) نوشت که فمینیسم موج سوم بیشتر بر آزادی جنسی زنان تمرکز دارد، که با موج دوم فمینیسم فاصله زیادی داشته است. نابرابری‌هایی مانند «شکاف ارگاسم» هنوز وجود دارد (آرمسترانگ، انگلستان و فوگارتی، ۲۰۱۰)، که نابرابری‌های جنسی بین مردان و زنان را در رابطه با ارضای جنسی توصیف می‌کند. رسانه‌ها همچنین به مخالفت با وجود آزادی جنسی زنان ادامه می‌دهند، و با استفاده مداوم از کلمه «فاحشه» و همچنین تأکید بر اهمیت باکرگی که اغلب در فرهنگ عامه به‌کار می‌رود، به این مخالفت اشاره می‌کنند

## رسانه‌های جمعی
اگرچه هدف بیشتر روزنامه‌نگاران ایجاد دیدگاهی عینی از سوژه‌های خود است، فمینیسم مدت‌هاست که به‌صورت منفی به‌تصویر کشیده شده است. تصویر فمینیسم با این ایده تقویت می‌شود که به‌نظر می‌رسد رسانه‌ها مخالفش هستند. چسباندن دوباره زنان به مردان نقش‌هایی را ایجاد می‌کند که عمدتاً منفی هستند. مطالعه‌ای توسط لیند و سایو (۲۰۰۶) نشان داد که فمینیست‌ها به‌ندرت در رسانه‌ها ظاهر می‌شوند. آنها اغلب متفاوت از زنان «معمولی» به‌تصویر کشیده می‌شوند و فعالیت‌های روزمره انجام نمی‌دهند، بلکه با فعالیت‌ها و رویدادهای عمومی مرتبط هستند. فمینیست‌ها به‌عنوان قربانی به‌تصویر کشیده نمی‌شوند و در مقایسه با زنان معمولی بیشتر با جنبش زنان و اهداف آن‌ها مرتبط هستند (به این معنی که اگر زنی برچسب «فمینیست» نداشته باشد، با وجود زن بودن، با جنبش مرتبط نیست). کریدون (۱۹۹۳) نوشت، «فمینیست‌ها دائماً منحرف جنسی، گروهی که از مردان متنفرند و از بین بردنده «ارزش‌های خانوادگی» در نظر گرفته می‌شوند.» در رسانه‌ها، اصطلاح فمینیسم اغلب با اصطلاح «خانواده» مخالف است؛ با این ایده که فمینیست‌ها نمی‌توانند زن خانواده باشند. این تصویر منفی در طول دهه‌ها باعث شده است که بسیاری از زنان جوان ایده فمینیسم را رد کنند. (جونز، ۱۹۹۲). اکثر تصمیم‌گیرندگان رسانه‌ها مرد هستند، اگرچه زنان شروع به ورود به عرصه روزنامه‌نگاری کرده‌اند. جنبش زنان معاصر عمدتاً از طریق رسانه‌های جریان اصلی نادیده گرفته شده است. مسابقه دوشیزه آمریکا در سال ۱۹۶۸ یکی از اولین موارد برجسته‌ای بود که به اطلاع عموم رسید. برچسب زدن به فمینیست‌ها با عبارات تحقیرآمیز روشی برای ساکت کردن حامیان آن و ترویج ترس از صحبت کردن بوده است.
فلورا دیویس (۱۹۹۱) در کتاب خود به نام جنبش کوه: جنبش زنان در آمریکا نوشت که پوشش رسانه‌ای جنبش فمینیستی لزوماً منفی نبود، زیرا این رسانه‌ها بودند که جنبش را در سال ۱۹۶۹ مورد توجه قرار دادند. علاوه بر این، دیویس اشاره می‌کند که رسانه‌ها منبعی هستند که مسائل، قهرمانان و فعالیت‌های جنبش را تبلیغ می‌کنند و به جنبش اجازه می‌دهند تا به افرادی دسترسی پیدا کند.